# Contea di San Juan (Washington)
La contea di San Juan (in inglese San Juan County) è una contea degli Stati Uniti costituita da isole situate nel Mare dei Salish, al confine nordoccidentale dello stato di Washington. La popolazione stimata nel 2020 era di 17492. Il capoluogo di contea ed unica città incorporata è Friday Harbor, situato sulla San Juan Island.

## Geografia
Secondo l'Ufficio del censimento degli Stati Uniti d'America, la contea si estende per un'area totale di 1 610 chilometri quadri (620 mi²), di questi 450 chilometri quadri (170 mi²) sono di terraferma mentre 1 160 chilometri quadri (450 mi²) (cioè il 72%) è acqua. È la contea più piccola dello stato di Washington se si considera solo la terraferma, e la quarta se si considera l'intera area.
La contea si trova nel nord-ovest dello Stato nel mare dei Salish, a ovest delle contee di Skagit e Whatcom e a est dell'isola di Vancouver, e include le San Juan Islands. Le isole sono parte di una catena montuosa sommersa nella parte alta dello stretto di Puget, a sud dello stretto di Georgia e a est dello stretto di Juan de Fuca. Quattro sono le isole più grandi: San Juan Island, Orcas Island, Lopez e Shaw Island.
La contea è composta da un gruppo di oltre 400 isole e rocce con elevazione al di sopra dell'alta marea media. 134 di queste isole e rocce hanno un nome.
La contea ha una costa frastagliata, rocciosa e molte montagne. Il punto più alto della contea è Monte Constitution su Orcas Island a 734 metri (2 408 ft) sul livello del mare.

### Contee confinanti
- Contea di Whatcom - nord-est
- Contea di Skagit - est
- Contea di Island - sud-est
- Contea di Jefferson - sud
- Contea di Clallam - sud-ovest
- Distretto regionale della Capitale (Columbia Britannica, Canada) - ovest

## Storia
Le San Juan Islands furono soggette a una disputa territoriale tra il Regno Unito e gli Stati Uniti tra il 1846 e il 1872, che portò alla Guerra del maiale del 1859.
La contea venne creata il 31 ottobre del 1873 dalla contea di Whatcom, come parte del Territorio di Washington. Prende il suo nome dalle San Juan Islands, la cui toponomastica deriva da Juan Vicente de Güemes Padilla Horcasitas y Aguayo, viceré della Nuova Spagna.

## Comuni
L'unica town è Friday Harbor, il capoluogo.

## Trasporti
Nonostante le isole stesse non dispongano di autostrade, il sistema di traghetti che le collega alla terraferma viene indicato come parte del sistema autostradale dello stato. Le quattro isole maggiori sono servite dalla Washington State Ferries.

## Politica
Questa contea è comparabile con la contea, notoriamente liberale, della Contea di King, ma non ha la stessa notorietà della Contea di King poiché la sua popolazione è molto più piccola, e quindi gli effetti sulle elezioni sono minori. L'unica area della contea in cui vinse George W. Bush nel 2004 fu il distretto di Decatur Island/Blakely Island, con appena 50 voti. Waldron Island votò per John Kerry con il 96,5% delle preferenze. Nel 2006, Maria Cantwell, la senatrice democratica che correva per le ri-elezioni, vinse su tutti i distretti. Il corpo legislativo della contea, il San Juan County Council, venne creato nel 2006.